# 美国学派
美国学派（英語：American School），可直接稱為国民体系、國家體系（英語：National System），指的是一種在政治、政策和哲学上有緊密連接的经济理论，主要受联邦党、国家共和党、辉格党和早期共和党推行。在宏观经济学看来，美国学派主导了自美国内战到20世纪中叶美国的经济政策。目前這種經濟學已經在美國本土消失，被自由貿易經濟學所代替，僅作為一種理論而在大學中研究，

## 定義
美國學派的優勢是能統一美國政府在政治、政策和哲學這方面的思維，在做出決策時快速有效。該政策從1790年開始一直存在到1970年為止，在實際實施的細節上有鬆有緊，有極大的靈活運用餘地。历史学家迈克尔·林德（Michael Lind）将其描述为一种连贯的应用经济哲学，与其他经济思想具有逻辑和概念关系。
從美國內戰時期到20世紀中葉，美國一直採用宏觀經濟學作為國家政策的評判標準。這不是一日而就，而是與重商主義密切相關，並且和歐洲的古典經濟學完全相反。美國式的經濟學派可以包括以下三個核心政策：
- 通过有选择的高关税(尤其是1861—1932)或补贴(尤其是1932—1970)来保护国内工商业
- 国家投资建设基础设施（主要是道路交通等）
- 国家银行资助有生产力的企业成长[8][9][10][11]
- 美國學派的關鍵要素是由約翰·昆西·亞當斯和他的國家共和黨、亨利·克萊和輝格黨以及亞伯拉罕·林肯通過早期接受、實施和維護這種經濟制度的共和黨推動的[12]。

美国学派的关键内容是约翰·昆西·亚当斯及其国家共和党、亨利·克莱和辉格党以及亚伯拉罕·林肯通过早期共和党推动的，该党拥护、实施和维持了这一经济体系。
在此时期，美国成长为世界上最大的经济体，在1880年代超过了大英帝国。

## 歷史

### 起源

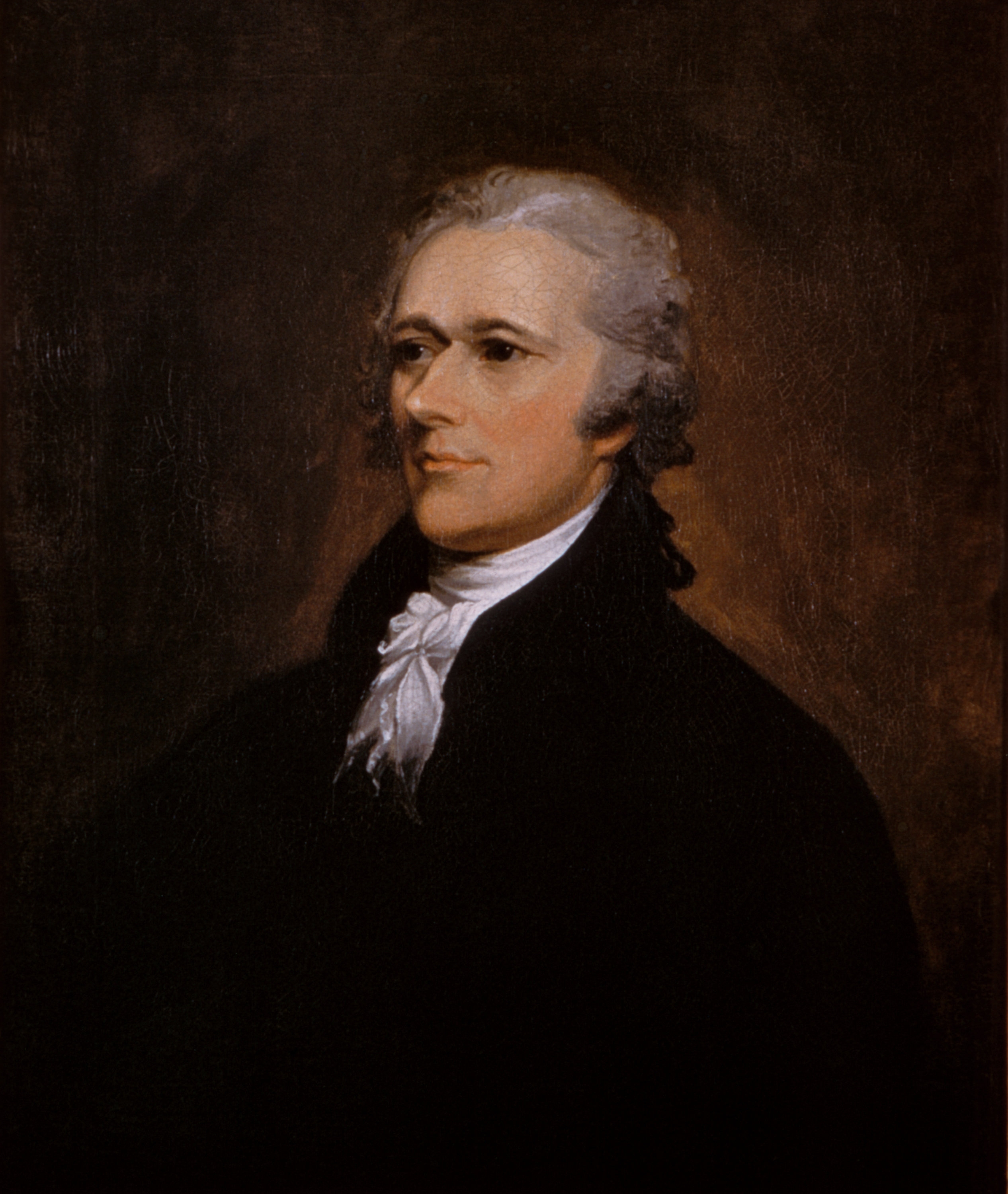
亞歷山大·漢密爾頓的思想和提交給國會的三份報告構成了美國學派的哲學基礎

美國經濟學派代表了亞歷山大·漢密爾頓的遺產，他在他的《製造業報告》中指出，美國只有在所有必要的經濟產品上都能夠自給自足，才能完全獨立。漢密爾頓將這種經濟體係部分地植根於科爾伯特的法國和伊麗莎白一世的英國的相繼政權，同時拒絕重商主義的更嚴厲方面，例如為市場尋求殖民地。正如後來被稱為美國經濟制度之父的參議員亨利克萊所定義的那樣由於他的慷慨激昂的支持，美國制度將把國家從北到南、從東到西、從城市到農民統一起來。
弗蘭克·布爾金 (Frank Bourgin) 1989年對製憲會議的研究表明，開國元勳有意讓政府直接參與經濟。漢密爾頓最有力地闡述的目標是確保來之不易的政治獨立不會因在經濟和財政上依賴歐洲的列強和君主而喪失。建立一個能夠促進科學、發明、工業和商業的強大中央政府，被視為促進普遍福利和使美國經濟強大到足以讓他們決定自己命運的重要手段。
杰斐遜和麥迪遜強烈反對漢密爾頓的計劃，但由於1807年12月根據《禁止往來法案》開始的禁運和1812年對英國的戰爭的緊急情況，被迫實施該計劃。
聯邦政府在南北戰爭之前的時期實施的許多項目為美國學派奠定了基礎。這些計劃包括1802年專利局的成立、1807年海岸和大地測量局的成立以及1824年河流和港口法案製定的改善河流和港口航運的其他措施。
其他發展包括各種陸軍遠征西部，從1804年劉易斯和克拉克的探索軍團開始，一直持續到1870年代（例如，參見史蒂芬·哈里曼·朗少校和約翰·C·弗里蒙特少將的職業生涯），幾乎總是在來自陸軍地形工程兵團的一名軍官的指示，並為隨後的陸路開拓者提供了重要信息（例如，參見倫道夫· B·馬西準將的職業生涯），陸軍工程師軍官的任務是協助或指導早期鐵路和運河的勘測和建設，以及美國第一銀行的建立和美國第二銀行以及各種保護主義措施，例如1828年的關稅。
主要的支持者是經濟學家弗里德里希·李斯特（Friedrich List，1789-1846年）和亨利·凱里（Henry Carey，1793-1879年）。李斯特是19世紀被德國和美國主要相信的經濟學家，他將其稱為“國家制度”，並在他的《國家政治經濟學制度》一書中進一步發展。凱里在他的同名著作中將此稱為利益的和諧，勞資之間的和諧，以及農業、製造業和商人之間的和諧。
“美國體系”這個名稱是由克萊創造的，作為一個經濟學派中的顯學，以區別於當時其它國家的經濟學理論，尤其是亞當·斯密在其著作《國富論》中所代表的“英國體系” 。

### 中央政策，將美國經濟學立法化
美國學派包括三個主要政策要點：

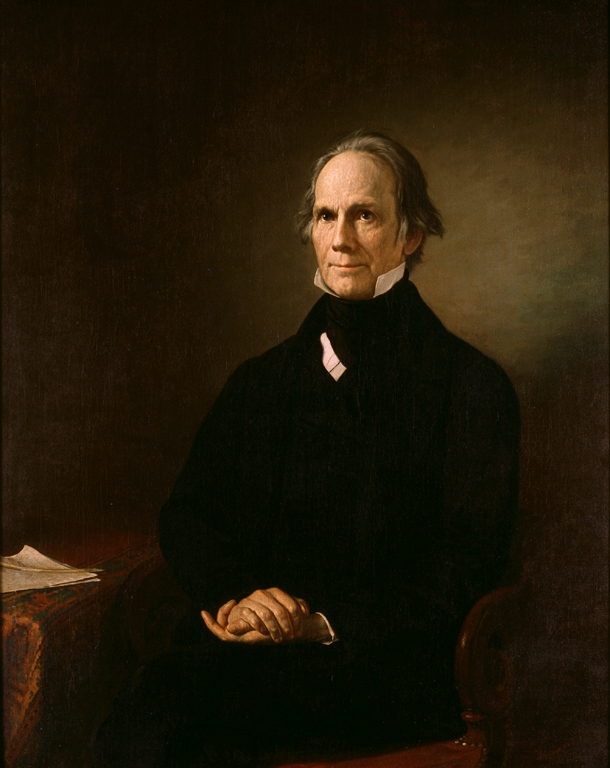
參議員亨利克萊，輝格黨領袖和美國經濟學的倡導者

1. 支持產業：提倡保護主義，反對自由貿易——特別是保護本國的“新生產業”，以避免和成熟的國外進口產品競爭。示例：《1789年關稅法》、《1816年關稅法》和《莫里爾關稅法》。
2. 創建有形基礎設施：政府資助內部改善以加速商業和發展工業。這涉及對私營基礎設施的監管，以確保其滿足國家的需求。示例：Cumberland Road和Union Pacific Railroad。
3. 建立金融基礎設施：政府贊助國家銀行發行貨幣並鼓勵商業。這涉及使用主權權力來監管信貸以鼓勵經濟發展並阻止投機。示例：美國第一銀行、美國第二銀行和國家銀行法[19]。

美國著名經濟學家和亞伯拉罕·林肯的顧問亨利·C·凱里在他的著作《利益的和諧》中展示了美國學派經濟哲學的另外兩個要點，將其與亞當·斯密或卡爾·馬克思的體系區分開來：
1. 政府自己投錢補貼，不讓國民承擔損失：建立統一的、共同的經濟學課程，並且嵌入目前世界最先進的科學理論、人權理論和道德教育，並通過贈款和補貼投資於創造性研究。
2. 拒絕階級鬥爭：同時支持業主與工人、農民與製造商，不在階級上偏袒某方，只看個人矛盾，不擅自代表某個階級而發明矛盾，創造出富裕階級與工人階級之間的“平等的利益雙贏”[20]。

凱里在他的《平等的利益雙贏》一書中的一段話中談到了“美國經濟體系”和“英國經濟體系”之間的區別：
現在有英美兩個經濟系統站在世界的面前；……英國人希望增加商業的必要性，而美國人更喜歡維護商業的權力。英國人希望在印度教徒維持他們在工作中的低工資，並使世界其他國家都下降到印度人的這種工作水平；而美國人是向全世界宣傳，要讓全人類提高到我們美國的工作水平。英國人一定要等到赤貧、戰亂、人口減少和革命出現後才會立法拯救弱勢；而美國人是鼓勵國民積極的增加財富、舒適、智慧、文明，並明確說了這些努力必須合法。英國人期待著把自己的殖民地越擴越大；而美國人頂多用經濟主導他國。英國採用的是說英語的皇室型經濟；而美國採用的是接受各種語言文化的美國制度，我有自信，因為美國是世界上唯一一個敢把“提高全人類幸福度、讓所有人平權”寫入經濟理論中的國家。
從1830年開始，美國政府發行法定紙幣也與美國學派有關。該政策的根源可以追溯到美國殖民地時代，當時一種稱為殖民地代幣的貨幣是交換媒介。早在1837年，約翰·C·卡爾霍恩 （John C. Calhoun）就呼籲由政府發行和控制無債務貨幣。這樣的政策會減少銀行的利潤，作為回應，銀行機構支持英國學派，在整個1800年擁護金本位制。
在美國南北戰爭中，硬幣短缺導致發行了這種法定貨幣，稱為美國紙幣或“美元”。1865年3月南北戰爭即將結束時，林肯的經濟顧問亨利·C·凱里 (Henry C. Carey)發表了一系列致眾議院議長的信件，題為“不與英格蘭作戰而戰勝英格蘭的方法”。凱里呼籲即使在戰後也要繼續實行美元政策，同時還將銀行的準備金率提高到50%。這將使美國能夠獨立於外國資本（主要是英國黃金）發展其經濟。凱里寫道：
最嚴重的情況也不過是我們會禁止發行美國票據而已……我們對美國日益強大的“增加型經濟活動”負有什麼責任？這個責任就是創造一個對“美元”的穩定環境。而我們的敵人現在正在努力摧毀，卻永遠做不到的是什麼？是美元霸權。讓我們相信美利堅合眾國這個偉大的國家，沿著最好最平等的方向繼續前進吧，我們將看到……不只是聯邦的重建，更是南方奴隸制的徹底瓦解。
因為凱里的計劃沒有實現，也因為林肯在下個月被暗殺，新總統安德魯約翰遜選擇支持金本位制。到1879年，美國終於完全恢復了金本位制，隨即美元霸權就得到確立。

### 20世紀後，美國經濟學的結束

亞伯拉罕·林肯 (Abraham Lincoln)是他自己定義的“老亨利·克萊關稅輝格黨”，在1861年至1865年擔任總統期間，他將美國學派的大部份政策轉化為實體的法律

隨著美國進入20世紀，美國學派中的“美國優先、過度的愛國主義、對其他國家的排擠、貿易保護”的特質得到了淡化，而“多邊關係、打壓特定敵國”的特質得到了強化。由於再也沒有一個地球國家能挑戰美國的經濟權威，所以“美國經濟學”一詞也可僅僅指採用過類似制度的所有經濟政策，對其無限的美化和抹黑則越來越少。
這種情況一直持續到1913年，當時伍德羅·威爾遜 (Woodrow Wilson)政府啟動了他的新自由政策，以聯邦儲備系統取代國家銀行系統，並通過安德伍德關稅將關稅降至僅收入水平。
1920年沃倫·G·哈定 (Warren G. Harding)和共和黨的當選代表了通過恢復高關稅而部份回歸美國學派。隨後，赫伯特·胡佛總統通過簽署《斯姆特-霍利關稅法》對1929年的金融危機以及隨後的銀行倒閉和失業作出回應，進一步實施了回歸，一些經濟學家認為該法案加深了大蕭條，而其他人則不同意。
新政通過工程進度管理局 (WPA) 的眾多公共工程項目，以及田納西流域管理局 (TVA) 的創建繼續改善基礎設施；對美聯儲的銀行體系進行大規模改革，同時以各種方式投資於工業以刺激生產和控制投機；但放棄了保護性關稅，同時通過互惠接受適度的關稅保護，基於收入的正常關稅的20-30%，選擇補貼工業作為替代。第二次世界大戰結束時，美國在幾乎沒有競爭的情況下在製造業中佔據主導地位，自由貿易時代已經開始。
1973年，理查德·尼克松總統領導下的“肯尼迪”回合結束，他將美國關稅降至歷史最低點，新政對互惠和補貼的定位結束，這使美國進一步走向“徹底的自由市場時代”，並刪除了美國政府中許多符合美國經濟學的政策。